# Cloruro de sulfenilo

Estructura de los cloruros de sulfenilo

Un cloruro de sulfenilo es un grupo funcional con la conectividad R-S-Cl, donde R es un grupo alquilo o arilo. Los cloruros de sulfenilo son compuestos reactivos, que se comportan como fuentes de RS+. Son usados en la formación de enlaces RS-N y RS-O.

## Preparación y reacciones
Los cloruros de sulfenilo son preparados típicamente por cloración de los disulfuros:
{\displaystyle {\ce {R-S-S-R + Cl2 -> 2R-S-Cl}}}
Esta reacción es denominada algunas veces la reacción de Zincke del disulfuro, en reconocimiento a Theodor Zincke. Típicamente, los halogenuros de sulfenilo son estabilizados por sustituyentes electronegativos.
Los cloruros de sulfenilo se adicionan a los alquenos:
{\displaystyle {\ce {CH2=CH2 + RSCl -> RSCH2CH2Cl}}}
Los cloruros de sulfenilo son usados también en la producción de agentes de vulcanización del caucho.

## Compuestos relacionados
También se conocen bromuros de sulfenilo. Sin embargo, no se conocen yoduros de sulfenilo, porque son inestables con respecto al disulfuro y al yoduro:
{\displaystyle {\ce {2RSI -> R-S-S-R + I2}}}
Los halogenuros de selenilo correspondientes, por ejemplo C6H5SeCl, se encuentran más frecuentemente en el laboratorio. 
The corresponding selenyl halides, e.g. C6H5SeCl, are more commonly encountered in the laboratory.  Sulfenyl chlorides are used in the production of agents used in the vulcanization of rubber.